# لبل-سور-کوییون

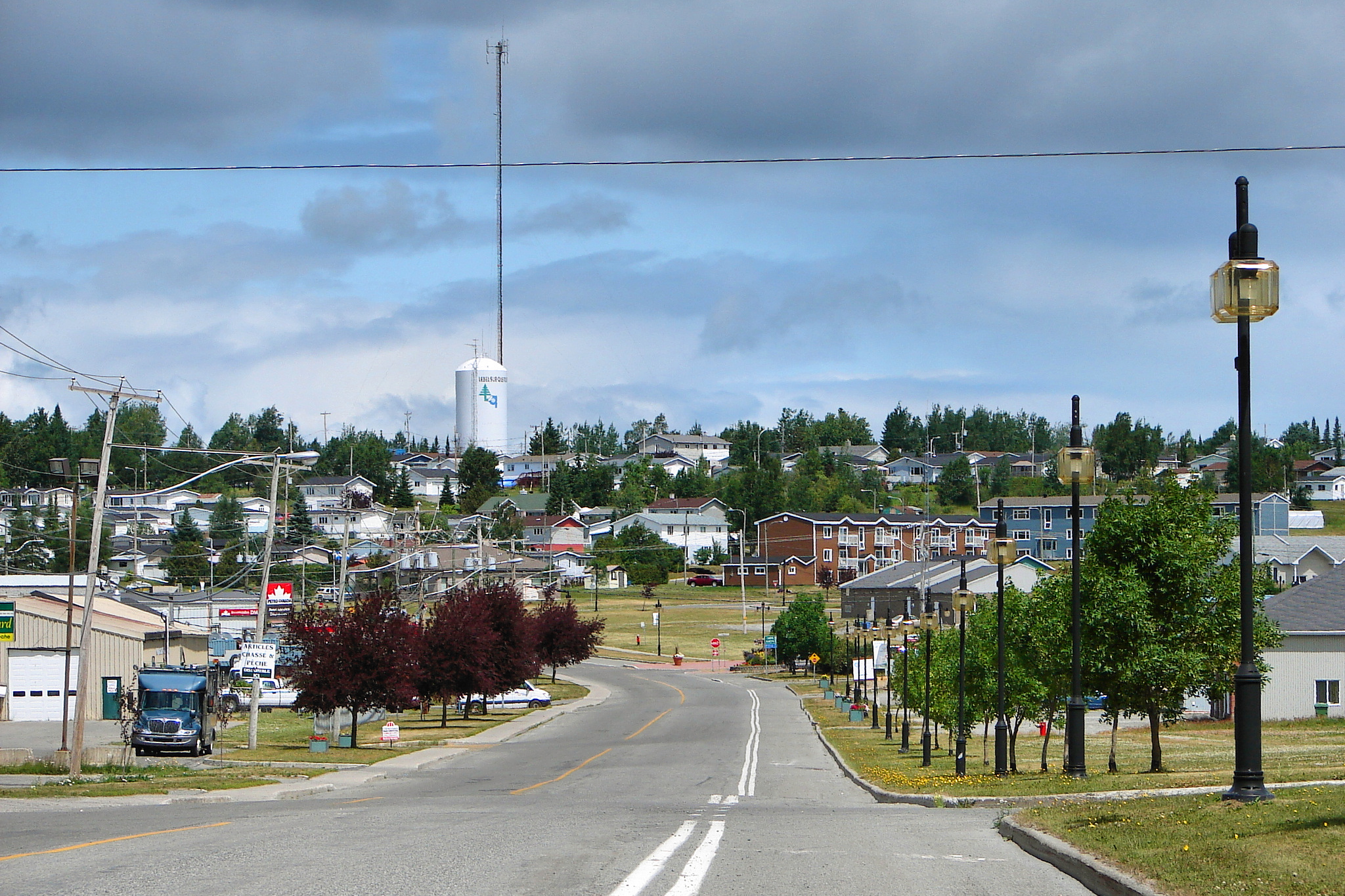
نمایی از شهرک لبل-سور-کوییون در استان کبک کانادا - ۲۰۱۲

لبل-سور-کوییون (به فرانسوی: Lebel-sur-Quévillon) شهرکی در  ناحیه نور-دو-کبک در استان کبک کانادا است. در سرشماری سال ۲۰۱۱ این شهرک ۳٬۱۴۰ نفر جمعیت داشته‌است و مساحت آن ۴۴٫۷۴ کیلومتر مربع است.